# Едуард Тетбу де Маріньї
Жа́к-Вікто́р-Едуа́р Тебу́ де Маріньї́ (фр. Jacques-Victor-Edouard Taitbout de Marigny) (1793—1852) — дипломат, географ, археолог, колекціонер старожитностей, художник. З 1820-х віце-консул Нідерландів в Феодосії, потім в Одесі, консул (1830), генеральний консул Нідерландів у портах чорноморських і азовських (1848); в 1840-х власник і капітан брига «Юлія». У 1821, 1823—1825, 1829—1851 роках неодноразово обстежував узбережжя Азовського, Чорного і Середземного морів, всюди звертав увагу на залишки старожитностей, вивчав історію, побут і культуру прибережних народів.

## Життєпис
Народився 28 березня 1793 року в старовинній французькій аристократичній родині. У 1813 році Тебу де Маріньї прибув до Анапи, в 1818 році брав участь в експедиції до берегів Черкесії. Це дозволило Тебу де Маріньї близько ознайомитися з причорноморськими племенами адигів — шапсуги і натухайцев. Велику допомогу йому в цьому надавав Рафаелло Скассі. В кінці квітня 1818 року Тебу де Маріньї разом з Рафаелло Скассі відплив на спеціально побудованому легкому судні «Черкесія» з Алушти в Геленджик, куди прибув 2 травня. Тут його судно простояло до 16 травня, а потім він відплив до гирла річки Пшади, звідки в кінці травня повернувся до Криму в Керч. Через місяць Тебу де Маріньї знову повторив цей рейс: 1 липня він був в Геленджику, 11 липня — в гирлах Пшада, 22 липня — повернувся до Криму в Феодосію.
Подібно Скассі, Тебу де Маріньї намагався встановити дружні відносини з натухайцями і шапсугами шляхом розвитку з ними торгівлі та обміну. У цьому його підтримував тодішній херсонський військовий губернатор і одеський градоначальник граф Луї Ланжерон. Однак ці плани зустріли протидію з боку кавказьких військової влади, що, мабуть, змусило Тебу де Маріньї залишити службу.
У 1821 році Тебу де Маріньї став нідерландським віце-консулом портів Чорного моря; в 1823—1824 рр. за завданням нідерландського уряду він, об'їжджаючи береги Чорного моря, знову кілька разів відвідав Черкессію. У 1830 році стає нідерландським консулом в Одесі, де залишався до кінця свого життя.
Тебу де Маріньї був активним членом Одеського товариства історії та старожитностей, входив до складу видавничого комітету цього товариства. Свої подорожі в Черкесію Тебу де Маріньї вперше описав у книжці, виданій французькою мовою 1821 р. в Брюсселі (Подорож 1818 р.), яка була потім перевидана (з включенням опису подорожі 1823—1824 рр.) Клапротом з його примітками в II томі «Подорожі в астраханські і кавказькі степи» Яна Потоцького (Париж, 1829 р.). Третє видання (також французькою мовою) з описом подорожей 1818 і 1823—1824 рр. вийшло 1839 р. (Одеса та Сімферополь); четверте видання (англійською мовою) — 1837 р. (Лондон).
Щоденники подорожей Тебу де Маріньї містять різноманітний матеріал з етнографії причорноморських адигів, цінність якого визначається головним чином тим, що він заснований на безпосередніх особистих враженнях автора. Хоча Тебу де Маріньї здійснював свої подорожі переважно з комерційними і політичними цілями, він приділяв велику увагу не тільки господарському і суспільно-політичному ладу черкесів, але і їх суспільному і сімейному побуту, релігійним віруванням та духовній культурі.

## Автор праць
- VOYAGES FAITS SUR LA COTE DE CIRCASSIE EN 1818 (Подорож до Черкесії у 1818)[5].